# Gardar

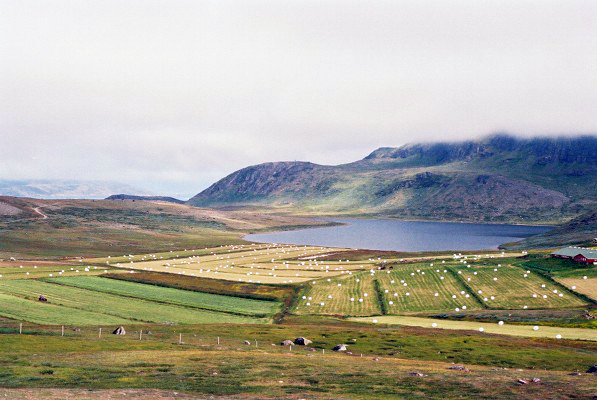
Krajobraz Gardar

Gardar (isl. Garðar) – średniowieczna osada Normanów (wikingów), zasiedlających Grenlandię od przełomu X i XI wieku, położona w południowej części wyspy, w miejscu dzisiejszej wsi Igaliku. 

## Historia
W średniowieczu miejscowość była największą osadą na Grenlandii i odgrywała rolę stolicy kraju; była również siedzibą biskupstwa. Miejscowa katedra, pod wezwaniem świętego Mikołaja (patrona żeglarzy), po której pozostały ruiny, a której budowę rozpoczęto w 1126 r. powstała z piaskowca. Jej wymiary wynosiły 27 m długość i 16 m szerokość. Poza katedrą w Gardar znajdowały się jeszcze inne kościoły – łącznie znaleziono pozostałości 5 świątyń chrześcijańskich, aczkolwiek nie wiadomo, czy wszystkie one funkcjonowały równocześnie. Prócz pozostałości katedry po osadzie zachowały się także resztki domów i budynków gospodarczych, w tym 2 dużych stajni (lub obór), w których jednorazowo mogło przebywać po ok. 100 zwierząt. Miasto funkcjonowało do początku XV wieku, kiedy to miejscowa ludność zanikła. Nie są znane przyczyny zniknięcia normańskiej populacji zamieszkującej zarówno Gardar, jak i inne osady znajdujące się na wybrzeżach wyspy (m.in. Hvalsey i Brattahlid) ale istnieje na ten temat kilka hipotez. Kamienne zabudowania Gardaru zostały w okresie późniejszym w znacznej mierze zniszczone przez osadników eskimoskich, którzy pojawili się na tych terenach prawdopodobnie już po upadku osady, a którzy używali kamieni z powikińskich budowli do własnych celów, zwłaszcza do budowy domów.